# Lönneberga Mekaniska Verkstad
Lönneberga Mekaniska Verkstads AB, är en svensk mekanisk verkstad i Lönneberga/Silverdalen i Hultsfreds kommun.  
AB Bröderna Jansson i Halmstad, ägt av bröderna Thomas och Benny Jansson, köpte 1997 den fabrik i Lönneberga/Silverdalen, som lades ned samma år av SMV Lifttrucks i Markaryd, tidigare Silverdalens Mekaniska Verkstad. I denna hade sedan 1952 tillverkats gaffeltruckar av märken "Silverdalen" och "SMV". 
Lönneberga Mekaniska Verkstad är en legotillverkare som har Konecranes Lifttrucks AB (tidigare SMV Lifttrucks) som en stor kund. 
Företaget produkter är bland andra maskinstativ och kundspecificerade stativ för materialhantering.